# بوندس‌لیگا (زنان)
بوندس‌لیگای زنان (به آلمانی: Frauen-Bundesliga) یا لیگ ملی زنان که به دلیل حامی مالی آن بوندس‌لیگای زنان فلایر آلارم نیز شناخته می‌شود اصلی‌ترین و بالاترین سطح لیگ فوتبال زنان در آلمان است. فدراسیون فوتبال آلمان در سال ۱۹۹۰ این لیگ را بر مبنای مدل بوندس لیگای مردان تأسیس کرد؛ که در آغاز به‌طور لیگ شمال و جنوب برگزار می‌شد اما در سال ۱۹۹۷ این دو گروه با هم ادغام شدند تا یک لیگ متحد را بسازند. هم‌اکنون این لیگ شامل ۱۲ تیم می‌شود. هر فصل آن به‌طور معمول از اواخر تابستان شروع و تا پایان بهار خاتمه می‌یابد. تعطیلات نیم فصل نیز در فصل زمستان است.

## ساختار
بوندس‌لیگا شامل دوازده تیم می‌شود. در پایان هر فصل تیم‌های یازدهم و دوازدهم به بوندس لیگا ۲ سقوط می‌کنند و جای خود را به دوتیم اول بوندس‌لیگای ۲ می‌دهند. هر فصل بوندس لیگا شامل دو دور می‌شود که دارای مجموع ۲۲ بازی است. در دور اول تیمها بازی‌ها را در مقابل هم انجام می‌دهند که بازی در خانه گفته می‌شود و در دور دیگر بازی‌های خارج از خانه را انجام می‌دهند. به‌طور معمول از اوت یا سپتامبر آغاز می‌شود و دور اول در دسامبر پایان می‌پذیرد. دور دوم نیز در فوریه و اواخر ماه مه یا ژوئن است هرچند گاهی اولین بازی دور دوم در دسامبر برگزار می‌شود. همچنین برخی از اوقات به دلیل تداخل زمانی با جام جهانی در بعضی از سالها برای یک ماه به حالت تعلیق در می‌آید.
تیمی که پس از ۲۲ (آخرین) روز در جایگاه نخست جدول قرار داشته باشد قهرمان لیگ شناخته می‌شود و عنوان قهرمان آلمان
(به آلمانی: Deutscher Meister) را به آن تیم می‌دهند. قهرمان لیگ به همراه تیم نایب قهرمان به مسابقات لیگ قهرمانان اروپا راه می‌یابند.
رده‌بندی تیم‌ها در بوندسلیگا بر مبنای امتیازات به‌دست آمده توسط هر تیم در یک فصل است. هر برد شامل ۳ امتیاز، مساوی ۱ امتیاز و باخت ۰ امتیاز است. در صورتی که امتیازات برابر باشند شاخص‌هایی مانند تعداد گل خورده، گل زده و بازی رو در رو تعیین‌کننده خواهند بود. در صورت برابر بودن تیمها در تمامی این شاخصها یک بازی رو در رو برای تعیین قهرمان برگزار خواهد شد.

## باشگاه‌ها

### فصل ۲۲–۲۰۲۱
| تیم                      | شهر خانگی | ورزشگاه خانگی                      | گنجایش |
| ------------------------ | --------- | ---------------------------------- | ------ |
| وردر برمن                | برمن      | وِزِر پلاتز ۱۲                       | ۱٬۰۰۰  |
| باشگاه فوتبال اس‌جی‌اس اسن | اسن       | اشتادیون اسن                       | ۲۰٬۰۰۰ |
| آینتراخت فرانکفورت       | فرانکفورت | Stadion am Brentanobad             | ۵٬۵۰۰  |
| فرایبورگ                 | فرایبورگ  | Möslestadion                       | ۱۸٬۰۰۰ |
| ۱۸۹۹ هوفنهایم            | هوفنهایم  | Dietmar-Hopp-Stadion               | ۶٬۳۵۰  |
| کارل زایس ینا            | ینا       | Ernst-Abbe-Sportfeld               | ۱۰٬۸۰۰ |
| اف‌سی کلن                 | کلن       | Südstadion                         | ۱۱٬۷۴۸ |
| بایر لورکوزن             | لورکوزن   | Jugendleistungszentrum Kurtekotten | ۱٬۱۴۰  |
| بایرن مونیخ              | مونیخ     | کمپ باشگاه بایرن                   | ۲٬۵۰۰  |
| توربین پوتسدام           | پوتسدام   | Karl-Liebknecht-Stadion            | ۱۰٬۷۸۶ |
| اس‌سی سند                 | ویلشتت    | Kühnmatt Stadion                   | ۲٬۰۰۰  |
| وی‌اف‌ال وولفسبورگ         | وولفسبورگ | AOK Stadium                        | ۵٬۲۰۰  |

### قهرمانان
| فصل     | قهرمانان                              | نایب قهرمانان                         |
| ------- | ------------------------------------- | ------------------------------------- |
| ۱۹۹۰–۹۱ | تی‌اس‌وی‌زیگن                            | اف‌اس‌وی فرانکفورت                      |
| ۱۹۹۱–۹۲ | تی‌اس‌وی‌زیگن                            | باشگاه پولهایم براوایلر               |
| ۱۹۹۲–۹۳ | توس نیدرکیرشن                         | تی‌اس‌وی‌زیگن                            |
| ۱۹۹۳–۹۴ | تی‌اس‌وی‌زیگن                            | پولهایم براوایلر                      |
| ۱۹۹۴–۹۵ | اف‌اس‌وی فرانکفورت                      | پولهایم براوایلر                      |
| ۱۹۹۵–۹۶ | تی‌اس‌وی‌زیگن                            | اس‌جی پراونهایم                        |
| ۱۹۹۶–۹۷ | پولهایم براوایلر                      | FC Rumeln-Kaldenhausen                |
| ۱۹۹۷–۹۸ | اف‌اس‌وی فرانکفورت                      | اس‌جی پراونهایم                        |
| ۱۹۹۸–۹۹ | اف‌اف‌سی فرانکفورت                      | اف‌سی‌آر دویسبورگ                       |
| ۱۹۹۹–۰۰ | اف‌سی‌آر دویسبورگ                       | اف‌اف‌سی فرانکفورت                      |
| ۲۰۰۰–۰۱ | اف‌اف‌سی فرانکفورت                      | ۱. اف‌اف‌سی توربین پوتسدام              |
| ۲۰۰۱–۰۲ | اف‌اف‌سی فرانکفورت                      | توربین پوتسدام                        |
| ۲۰۰۲–۰۳ | اف‌اف‌سی فرانکفورت                      | توربین پوتسدام                        |
| ۲۰۰۳–۰۴ | باشگاه فوتبال ۱.اف‌اف‌سی توربین پوتسدام | باشگاه فوتبال زنان آینتراخت فرانکفورت |
| ۲۰۰۴–۰۵ | اف‌اف‌سی فرانکفورت                      | اف‌سی‌آر دویسبورگ                       |
| ۲۰۰۵–۰۶ | ۱. اف‌اف‌سی توربین پوتسدام              | اف‌سی‌آر دویسبورگ                       |
| ۲۰۰۶–۰۷ | اف‌اف‌سی فرانکفورت                      | اف‌سی‌آر دویسبورگ                       |
| ۲۰۰۷–۰۸ | اف‌اف‌سی فرانکفورت                      | اف‌سی‌آر دویسبورگ                       |
| ۲۰۰۸–۰۹ | ۱. اف‌اف‌سی توربین پوتسدام              | بایرن مونیخ                           |
| ۲۰۰۹–۱۰ | ۱. اف‌اف‌سی توربین پوتسدام              | اف‌سی‌آر دویسبورگ                       |
| ۲۰۱۰–۱۱ | ۱. اف‌اف‌سی توربین پوتسدام              | اف‌اف‌سی فرانکفورت                      |
| ۲۰۱۱–۱۲ | ۱. اف‌اف‌سی توربین پوتسدام              | وی‌اف‌ال وولفسبورگ                      |
| ۲۰۱۲–۱۳ | وی‌اف‌ال وولفسبورگ                      | ۱. اف‌اف‌سی توربین پوتسدام              |
| ۲۰۱۳–۱۴ | وی‌اف‌ال وولفسبورگ                      | اف‌اف‌سی فرانکفورت                      |
| ۲۰۱۴–۱۵ | بایرن مونیخ                           | وی‌اف‌ال وولفسبورگ                      |
| ۲۰۱۵–۱۶ | بایرن مونیخ                           | وی‌اف‌ال وولفسبورگ                      |
| ۲۰۱۶–۱۷ | وی‌اف‌ال وولفسبورگ                      | بایرن مونیخ                           |
| ۲۰۱۷–۱۸ | وی‌اف‌ال وولفسبورگ                      | بایرن مونیخ                           |
| ۲۰۱۸–۱۹ | وی‌اف‌ال وولفسبورگ                      | بایرن مونیخ                           |
| ۲۰۱۹–۲۰ | وی‌اف‌ال وولفسبورگ                      | بایرن مونیخ                           |
| ۲۰۲۰–۲۱ | بایرن مونیخ                           | وی‌اف‌ال وولفسبورگ                      |
| ۲۰۲۱–۲۲ | وی‌اف‌ال وولفسبورگ                      | بایرن مونیخ                           |

#### برندگان بر مبنای باشگاه
| باشگاه             | قهرمانی | نایب قهرمانی |
| ------------------ | ------- | ------------ |
| اف اف سی فرانکفورت | ۷       | ۶            |
| وی‌اف‌ال وولفسبورگ   | ۷       | ۳            |
| توربین پوتسدام     | ۶       | ۴            |
| تی‌اس‌وی‌زیگن         | ۴       | ۱            |
| بایرن مونیخ        | ۳       | ۶            |
| اف‌اس‌وی فرانکفورت   | ۲       | ۱            |
| اف‌سی‌آر دویسبورگ    | ۱       | ۷            |
| پولهایم براوایلر   | ۱       | ۳            |
| توس نیدرکیرشن      | ۱       | ۰            |

1. ↑  دو نایب قهرمانی با نام اس‌جی پراونهایم.
2. ↑   یک نایب قهرمانی این باشگاه با نام اف‌سی روملن کالدنهاوزن به‌دست آمده‌است.

### قهرمانان
| فصل     | قهرمانان                              | نایب قهرمانان                         |
| ------- | ------------------------------------- | ------------------------------------- |
| ۱۹۹۰–۹۱ | تی‌اس‌وی‌زیگن                            | اف‌اس‌وی فرانکفورت                      |
| ۱۹۹۱–۹۲ | تی‌اس‌وی‌زیگن                            | پولهایم براوایلر                      |
| ۱۹۹۲–۹۳ | TuS Niederkirchen                     | تی‌اس‌وی‌زیگن                            |
| ۱۹۹۳–۹۴ | تی‌اس‌وی‌زیگن                            | پولهایم براوایلر                      |
| ۱۹۹۴–۹۵ | اف‌اس‌وی فرانکفورت                      | پولهایم براوایلر                      |
| ۱۹۹۵–۹۶ | تی‌اس‌وی‌زیگن                            | اس‌جی پراونهایم                        |
| ۱۹۹۶–۹۷ | پولهایم براوایلر                      | FC Rumeln-Kaldenhausen                |
| ۱۹۹۷–۹۸ | اف‌اس‌وی فرانکفورت                      | SG Praunheim                          |
| ۱۹۹۸–۹۹ | ۱. اف‌اف‌سی فرانکفورت                   | اف‌سی‌آر دویسبورگ                       |
| ۱۹۹۹–۰۰ | اف‌سی‌آر دویسبورگ                       | ۱. اف‌اف‌سی فرانکفورت                   |
| ۲۰۰۰–۰۱ | ۱. اف‌اف‌سی فرانکفورت                   | باشگاه فوتبال ۱.اف‌اف‌سی توربین پوتسدام |
| ۲۰۰۱–۰۲ | ۱. اف‌اف‌سی فرانکفورت                   | اف‌اف‌سی توربین پوتسدام                 |
| ۲۰۰۲–۰۳ | ۱. اف‌اف‌سی فرانکفورت                   | اف‌اف‌سی توربین پوتسدام                 |
| ۲۰۰۳–۰۴ | باشگاه فوتبال ۱.اف‌اف‌سی توربین پوتسدام | اف‌اف‌سی فرانکفورت                      |
| ۲۰۰۴–۰۵ | اف‌اف‌سی فرانکفورت                      | اف‌سی‌آر دویسبورگ                       |
| ۲۰۰۵–۰۶ | اف‌اف‌سی توربین پوتسدام                 | اف‌سی‌آر دویسبورگ                       |
| ۲۰۰۶–۰۷ | ۱. اف‌اف‌سی فرانکفورت                   | اف‌سی‌آر دویسبورگ                       |
| ۲۰۰۷–۰۸ | ۱. اف‌اف‌سی فرانکفورت                   | اف‌سی‌آر دویسبورگ                       |
| ۲۰۰۸–۰۹ | اف‌اف‌سی توربین پوتسدام                 | باشگاه فوتبال زنان بایرن مونیخ        |
| ۲۰۰۹–۱۰ | اف‌اف‌سی توربین پوتسدام                 | اف‌سی‌آر دویسبورگ                       |
| ۲۰۱۰–۱۱ | اف‌اف‌سی توربین پوتسدام                 | ۱. اف‌اف‌سی فرانکفورت                   |
| ۲۰۱۱–۱۲ | اف‌اف‌سی توربین پوتسدام                 | وی‌اف‌ال وولفسبورگ                      |
| ۲۰۱۲–۱۳ | وی‌اف‌ال وولفسبورگ                      | اف‌اف‌سی توربین پوتسدام                 |
| ۲۰۱۳–۱۴ | وی‌اف‌ال وولفسبورگ                      | اف‌اف‌سی فرانکفورت                      |
| ۲۰۱۴–۱۵ | بایرن مونیخ                           | وی‌اف‌ال وولفسبورگ                      |
| ۲۰۱۵–۱۶ | بایرن مونیخ                           | وی‌اف‌ال وولفسبورگ                      |
| ۲۰۱۶–۱۷ | وی‌اف‌ال وولفسبورگ                      | بایرن مونیخ                           |
| ۲۰۱۷–۱۸ | وی‌اف‌ال وولفسبورگ                      | بایرن مونیخ                           |
| ۲۰۱۸–۱۹ | وی‌اف‌ال وولفسبورگ                      | بایرن مونیخ                           |
| ۲۰۱۹–۲۰ | وی‌اف‌ال وولفسبورگ                      | بایرن مونیخ                           |
| ۲۰۲۰–۲۱ | بایرن مونیخ                           | وی‌اف‌ال وولفسبورگ                      |

#### برد بر مبنای باشگاه
| باشگاه                  | عنوان | نایب قهرمان |
| ----------------------- | ----- | ----------- |
| اف‌اف‌سی فرانکفورت        | 7     | 6           |
| ۱. ف‌اف‌سی توربین پوتسدام | ۶     | ۴           |
| وی‌اف‌ال وولفسبورگ        | ۶     | ۳           |
| تی‌اس‌وی‌زیگن              | ۴     | ۱           |
| بایرن مونیخ             | ۳     | ۵           |
| اف‌اس‌وی فرانکفورت        | ۲     | ۱           |
| اف‌سی‌آر دویسبورگ         | 1     | 7           |
| پولهایم براوایلر        | ۱     | ۳           |
| توس نیدرکیرشن           | ۱     | ۰           |

1. ↑  دو نایب قهرمانی این باشگاه با نام اس‌جی پراونهایم به‌دست آمده‌است.
2. ↑  یک نایب قهرمانی این باشگاه با نام اف‌سی روملن کالدنهاوزن به‌دست آمده‌است.

## تیمهای دارای بیشترین تعداد قهرمانی
| باشگاه                         | قهرمانی | نایب قهرمانی |
| ------------------------------ | ------- | ------------ |
| ۱. اف.اف. سی فرانکفورت ۱       | ۷       | ۶            |
| ۱. اف.اف. سی توربین پوتسدام    | ۶       | ۴            |
| وی اف ال وولفسبورگ             | ۶       | ۳            |
| تی اس وی زیگن                  | ۴       | ۱            |
| بایرن مونیخ                    | ۳       | ۵            |
| باشگاه فوتبال اف‌اس‌وی فرانکفورت | ۲       | ۱            |
| اف سی آر ۲۰۰۱ دویسبورگ ۲       | ۱       | ۷            |
| پولهایم براوایلر               | ۱       | ۳            |
| توس نیدرکیرشن                  | ۱       | ۰            |

۱ دو نایب قهرمانی این باشگاه با نام اس‌جی پراونهایم به‌دست آمده‌است.
۲ یک نایب قهرمانی این باشگاه با نام اف‌سی روملن کالدنهاوزن به‌دست آمده‌است.